# What Goes On
"What Goes On" é uma canção da banda britânica The Beatles, incluída no álbum Rubber Soul. Os créditos de composição da música são de John Lennon, Paul McCartney e Ringo Starr. A forma original da música foi escrita por Lennon para o produtor George Martin como uma possível continuação de "Please Please Me", no começo de 1963. A canção não foi usada até 1965, quando os Beatles a gravaram como a contribuição vocal de Ringo ao Rubber Soul. Um novo trecho, a ser incluído no meio da canção, foi composto por Paul e Ringo - um dos primeiros créditos de composição de Starr em uma música dos Beatles. A canção alcançou a posição 81 na US Billboard Hot 100 (dos Estados Unidos) em 1966.